# Shadi-Kaur-Staudamm
Koordinaten: 25° 31′ 49″ N, 63° 24′ 57″ O
Der Shadi-Kaur-Staudamm (auch „Shadi Kor“ oder „Shadikor“) befand sich am Fluss Shadi Kaur etwa 40 km nördlich der Küstenstadt Pasni im Distrikt Gwadar in der Provinz Belutschistan im Südwesten Pakistans.

## Die Talsperre
Die Talsperre wurde im Jahre 2003 fertiggestellt. Folgende Daten sind verfügbar:
- Höhe: 25 m (andere Quelle: 35 m)
- Kronenlänge: 147 m (andere Quelle: 485 m)
- Leistung der Hochwasserentlastung: 120 m³/s
- Breite der Hochwasserentlastung: 600 feet (180 m)
- Speicherraum: 48.000 acre feet (59 Mio. m³)
- Einzugsgebiet: 1.100 square miles (2800 km²)
- Verfügbare Wassermenge für landwirtschaftliche Bewässerungszwecke, nutzbar für 350 Familien: 190.000 acre feet (230 Mio. m³) (pro Jahr?)
- Baukosten: 45 Millionen Rupien

## Dammbruch und Flutwelle
Am 10. Februar 2005 um 18:00 Uhr Ortszeit (14:00 MEZ, 13:00 UTC) ereignete sich, nach ungewöhnlich schweren Dauerregen, ein Dammbruch.
Die Flutwelle erreichte Pasni nach vier Stunden. Viele kleinere Dörfer auf dem Weg dorthin, darunter Sindhipuso (Sindhi Paso) und Turati, wurden überflutet. Halb Pasni mit einer Bevölkerung von etwa 10.000 Personen stand danach rund 1 m unter Wasser. In Pasni, Awaran und Kharan wurde der Notstand ausgerufen. Die Behörden sandten tausende Soldaten zu Rettungsaktionen in die Gegend.

## Weitere Schäden
Ein 40 Kilometer langer Teil des Makran Coastal Highway (National Highway 10), die Verbindung der Region nach Karatschi, und mehrere Brücken (unter anderem die Cheel Bridge) wurden weggespült. Augenzeugen berichteten, die Wassermassen hätten Lastwagen und Autos erfasst und in das Meer gespült. Viele Leichen wurden später im Meer gefunden.
Auch die Start- und Landebahn des Flughafens von Pasni wurde durch die Wassermassen unbenutzbar, der Flughafen wurde gesperrt. Die Generatoren im Kraftwerk von Pasni wurden beschädigt, die Stromversorgung fiel aus, und Telefonleitungen wurden unterbrochen. Weizen- und Zwiebelfelder von ca. 40.000 acres (161 km²) in Kharan und Awaran wurden zerstört, ebenso eine Vielzahl von Vieh vernichtet. Das Gebiet von Babar Shor war ebenfalls betroffen.

## Gaggo-Staudamm-Bruch
Etwa drei Tage später brach in der Nacht vom 12. auf den 13. Februar der kleinere Gaggo-Staudamm im Distrikt Las Bela. Dieser kostete mindestens sieben Menschenleben. Durch diesen Bruch wurden elf Dörfer von den Wassermassen überflutet.

## Aakra-Kaur-Dammbruch
In der Nacht vom 2. auf den 3. März 2005 brach eine weitere Talsperre in Belutschistan, die Aakra-Kaurr-Talsperre im Distrikt Gwadar. Wieder war die Ursache ein zwei Tage andauernder starker Regen mit Hochwasserfluten, die die Talsperre überströmten. Ein Verschluss der Hochwasserentlastungsanlage wurde zerstört, wodurch ein unkontrollierter Abfluss entstand. Fünf Dörfer wurden überflutet. Die Bewohner der Gegend wurden evakuiert und Tausende wurden zu sicheren Plätzen gebracht. Betroffen waren außerdem die Orte Sur Bandar und Gwadar. Von Todesopfern wurde nicht berichtet. Der hier gestaute Fluss ist der Sur Bandar River (bzw. einer seiner Zuflüsse).
In Belutschistan wurden durch die Unwetter insgesamt rund 25.000 Menschen obdachlos. Die Überschwemmungen kosteten insgesamt 360 Menschen das Leben. Die Opferzahlen sind jedoch in den verschiedenen Berichten sehr widersprüchlich angegeben.